# 11e corps d'armée (Empire allemand)
Le 11e corps d'armée est une grande unité de l'armée prussienne de 1866 à 1919.

## Histoire
La grande unité est créée le 11 octobre 1866 après la guerre austro-prussienne et a son commandement général à Cassel. Sa zone administrative comprend essentiellement la province prussienne de Hesse-Nassau nouvellement créée et les états de Thuringe (de). Le contingent du Grand-duché de Hesse rejoint le corps nouvellement créé.

### Guerre franco-allemande

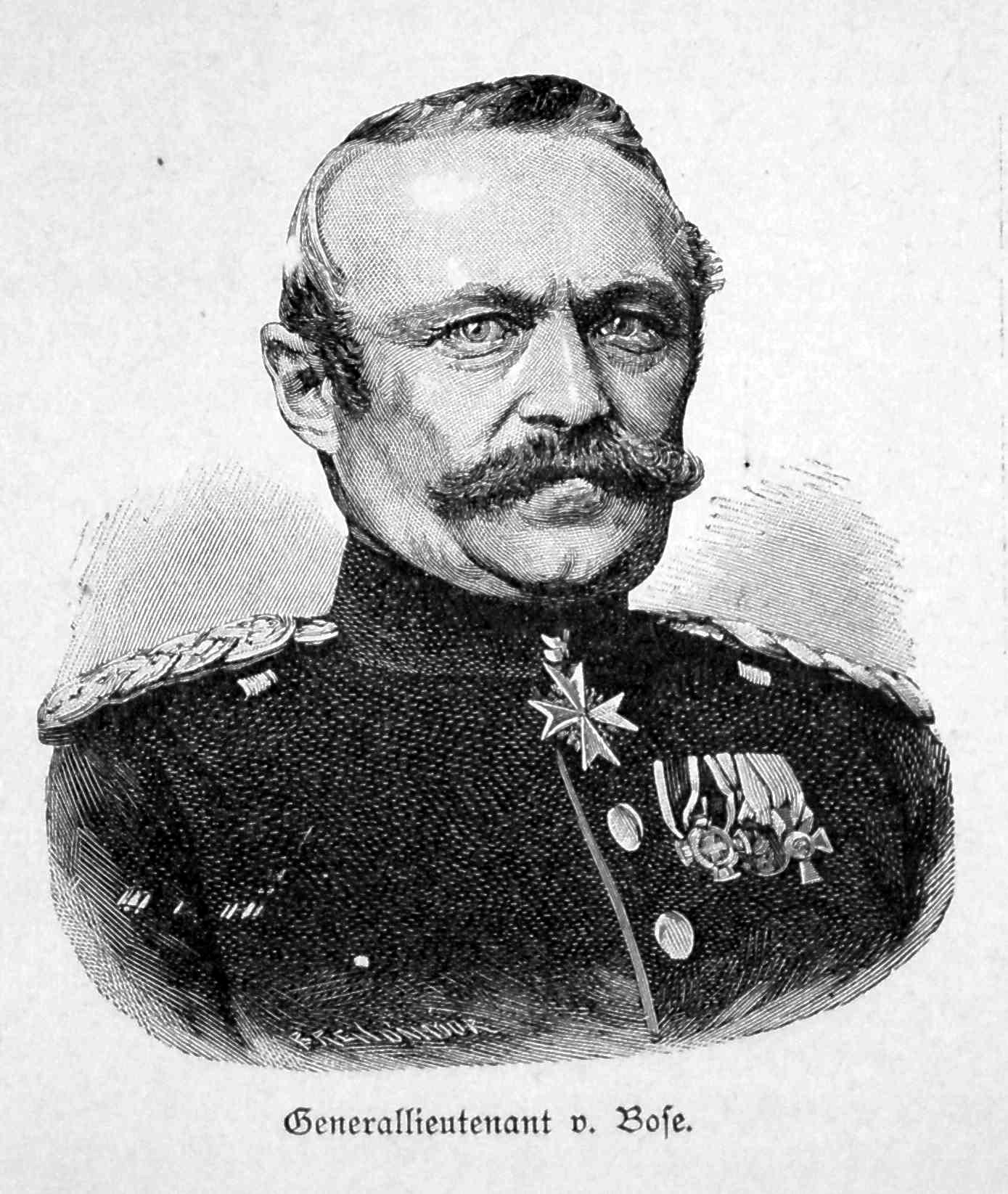
Generalleutnant Julius von Bose

Pendant la guerre franco-allemande de 1870, le corps (21e et 22e divisions) est sous les ordres de la 3e armée, composée principalement de troupes d'Allemagne du Sud, sous le commandement suprême du prince héritier de Prusse. Depuis le 18 juillet 1870, le général de corps d'armée von Bose est le général commandant du corps, qui se rassemble à Germersheim jusqu'au 27 juillet. Le colonel Oskar Stein von Kaminski (de) est le chef de l'état-major général Le 4 août 1870, le corps d'armée traverse le Bienwald, tandis que plus au nord, son voisin de droite, le 5e corps d'armée (lieutenant-général Hugo von Kirchbach) tente de percer les fortifications des lignes de Wissembourg à Altenstadt. Le même jour suit la bataille de Wissembourg, où l'action de Bose à travers le Niederwald contre le flanc droit du corps français Douay amène la décision.
Le 5 août, le corps d'armée poursuit sa marche sur Sulz, suivi par le corps d'armée Werder (Bade et Wurtemberg) sur Aschbach. Le 5e corps d'armée atteit Preuschdorf avec du retard, car le 11e corps d'armée avance sur la même route en direction de Wœrth. Le 6 août, le 2e corps d'armée bavarois arrive à Preuschbach et rencontre l'ennemi à Langensoultzbach et déclenche la bataille de Wœrth. Le 11e corps d'armée, avec la 41e brigade (colonel Hermann von Koblinski), s'engage dans la bataille près du village de Gunstett, à l'aile gauche du 5e corps d'armée, déjà aux prises avec les Français. La 22e division sous le commandement du lieutenant général von Gersdorff est engagée pour encercler l'aile droite de l'ennemi au-dessus de Morsbronn La 42e brigade d'infanterie (major général von Thiele) de la 21e division (lieutenant général von Schachtmeyer) franchit la Sûre à Spachbach, la 43e brigade d'infanterie (colonel Hermann von Kontzki) la franchit à Bruchmühle près de Gunstett. La 44e brigade d'infanterie (major général von Schkopp) prend d'assaut le village de Morsbrunn. Toute la lisière du Niederwald tombe peu à peu aux mains du 11e corps d'armée. Le général von Bose fait venir toute l'artillerie sur la rive gauche de la Sûre afin de contrer l'attaque du 5e corps d'armée. Le 1er corps d'armée appuie l'attaque sur Frœschwiller. Lors de l'attaque sur Elsaßhausen, le commandant du 88e régiment d'infanterie, le colonel Köhn von Jaski, est tué. Le général von Bose est grièvement blessé pour la deuxième fois, son chef d'état-major perd un cheval sous lui, le major-général von Schkopp prend la tête du corps d'armée par intérim pendant le combat. Ce n'est que lorsque le double encerclement se dessine que le maréchal français Mac Mahon ordonne la retraite par Niederbronn sur Zabern, qui n'est atteinte par le 11e corps d'armée suivant que le 8 août, après un jour de repos. Une grave blessure oblige Bose à retourner à Hanovre. Après avoir perdu le contact avec l'ennemi, la 4e division de cavalerie sous les ordres du prince Albert de Prusse se charge de la reconnaissance jusqu'à la Sarre. Le 11e corps d'armée, désormais commandé par le général von Gersdorff, atteint la forteresse de Phalsbourg le 12 août, mais ne peut obtenir sa reddition et est libéré pour la suite de la marche par le 6e corps d'armée qui progresse. La suite de la progression se fait via Nancy vers la Meuse, le corps d'armée atteint Gondrecourt le 21 août avec la division wurtembergeoise.

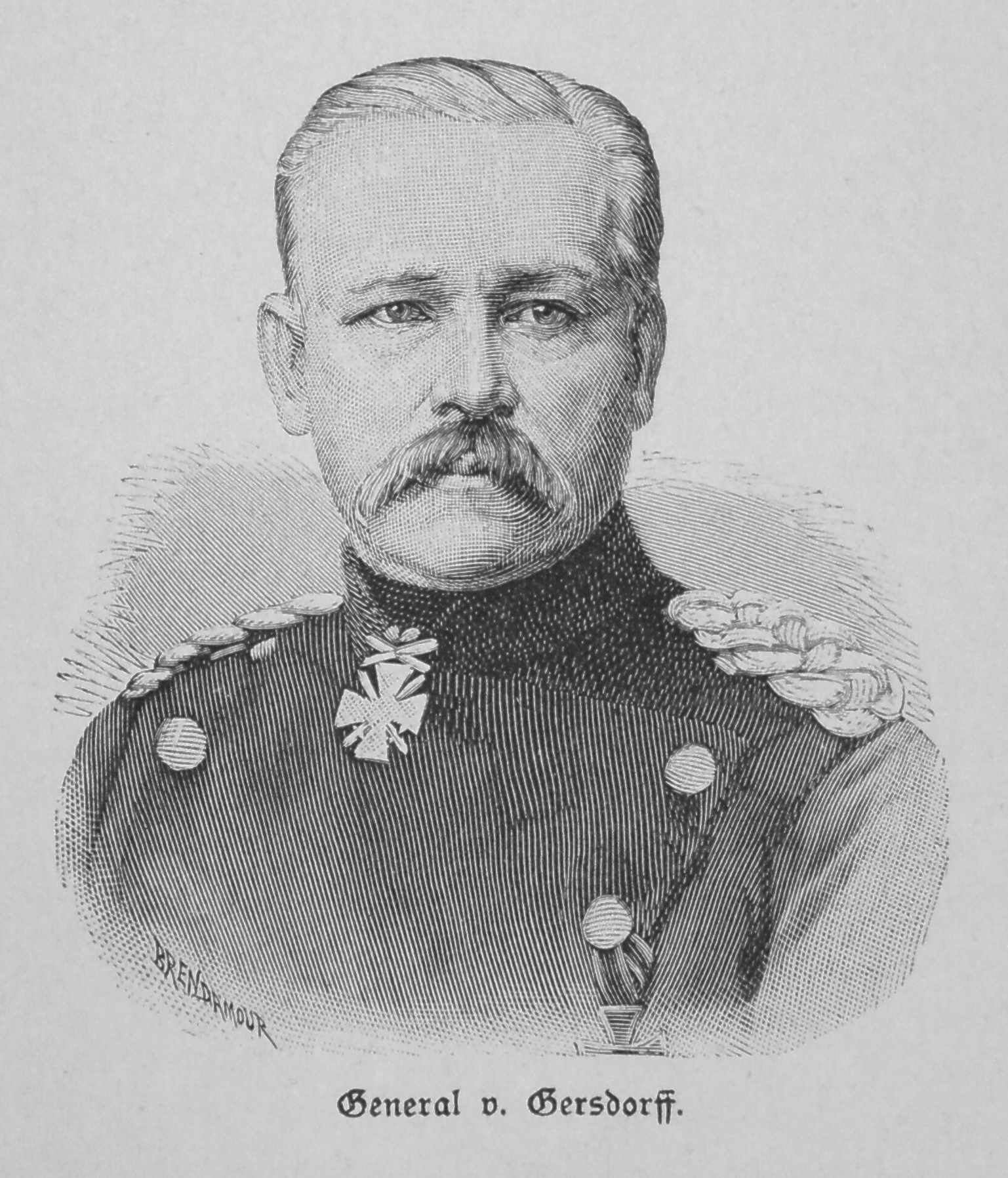
General Hermann von Gersdorff

Le 25 août, les troupes de Gersdorff se trouvent au sud de Vitry sur la Marne et doivent effectuer un virage à droite vers le nord en direction de Sainte-Menehould, en suivant le 5e corps d'armée. L'objectif de la 3e armée allemande est de repousser l'armée française de Mac Mahon vers la frontière belge. Le 31 août, le 11e corps d'armée occupe Donchery sur la Meuse et contrôle ainsi la rive droite de la Meuse et la ligne de chemin de fer vers Mézières. Avec le 5e corps d'armée (Kirchbach), il s'agit d'empêcher une percée générale des Français vers l'ouest, tandis que la Garde et les corps bavarois, ainsi que l'armée de la Meuse, doivent bloquer l'ennemi à l'est. Le 1er septembre, les 11e et 5e corps d'armée doivent s'engager dans la bataille de Sedan en longeant la Meuse de l'ouest vers le nord. L'attaque se fait contre Saint-Menges et Fleigneux, la sécurisation de la Meuse vers Mézières est laissée à la division de campagne wurtembergeoise du général von Obernitz. Lors de la bataille pour le village de Floing, le lieutenant-général von Gersdorff est mortellement blessé. Alors que la 3e armée se dirige immédiatement vers Paris après la capitulation française à Sedan, le 11e corps d'armée et le 1er corps d'armée bavarois surveillent l'évacuation des prisonniers et ne les rejoignent que fin septembre. Le 11e corps d'armée, sous les ordres du commandant adjoint von Schachtmeyer, prend position avec la 21e division entre Meudon et Sèvres et renforce le cercle d'encerclement de Paris assiégé. La 22e division sous les ordres du général von Wittich et le corps bavarois sont cependant détournés vers la basse Loire pour assurer la sécurité.
C'est sur le terrain d'entraînement militaire situé au nord de la petite ville thuringienne d'Ohrdruf que se déroulent, en temps de paix, les manœuvres auxquelles participent environ 8 000 par an. Pendant la Première Guerre mondiale, le camp est utilisé pour héberger 20 000 de guerre.

### Première Guerre mondiale
Jusqu'au début de la Première Guerre mondiale, le 11e corps d'armée est subordonné à la 6e inspection de l'armée (de). Après la mobilisation, il passe sous le commandement du général commandant von Plüskow à l'ouest, sous les ordres de la 3e armée. Après la fin du siège de Namur, le corps est transféré sur le front de l'Est avec les 22e (lieutenant-général Dieffenbach) et 38e divisions d'infanterie (lieutenant-général Ernst Wagner). Le corps fait ses preuves en septembre 1914 au sein de la 8e armée lors de la bataille des lacs de Mazurie et attaque la ligne Korschen-Nordenburg. La campagne dans le sud de la Pologne s'ensuit jusqu'à la fin du mois d'octobre, le corps assurant la liaison avec la 1re armée impériale et royale opérant sur Sandomir au sein de la 9e armée qui se déploit à la frontière silésienne, conjointement avec le corps de réserve de la Garde. Après la prise d'Opatow le 4 octobre, le corps d'armée progresse vers Ivangorod et plus au nord vers la Vistule. Après la contre-offensive russe, le repli vers la frontière silésienne s'impose et le corps est évacué vers Thorn pour une nouvelle attaque de la 9e armée. Après la bataille de Łódź, qui se déroule de manière changeante dans la conduite des opérations fin novembre 1914, l'importante ville industrielle peut finalement être prise le 6 décembre avec le 17e corps d'armée, malgré de lourdes pertes, dans la lutte avec la 2e armée russe.

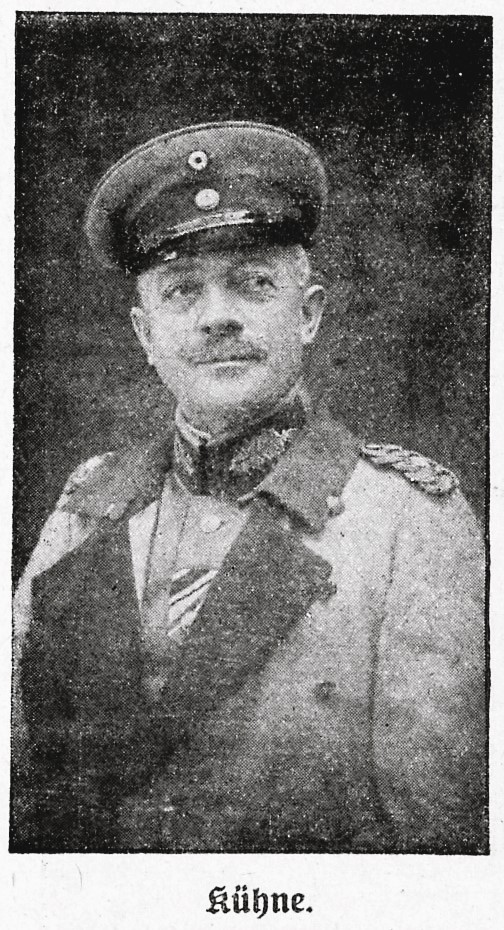
General Viktor Kühne

En janvier 1915, le corps avance son front vers Rawa et tient la Rawka avec le 20e corps d'armée. Jusqu'au début du mois de juillet 1915, le corps est engagé dans des combats de tranchées le long de la Bzura, puis se déplace plus au nord et participe à l'offensive de la Narew avec la 38e et la 86e division d'infanterie auprès du groupe d'armées Gallwitz entre le 13 et le 15 juillet 1915. En renfort, la 50e division de réserve, amenée par Mława, se tient prête à les rejoindre. Dès le 13 juillet, la petite ville de Grudusk est prise. Au cours de cette offensive, le corps d'armée progresse vers la Narew et capture Pułtusk le 24 juillet, avant que le commandement du corps d'armée ne retourne sur le front occidental fin 1915. Pendant l'année 1916, le corps se trouve à l'aile droite de la 7e armée entre Chauny-Nampcel dans une guerre de positions.
Le 13 mars 1917, le lieutenant-général Kühne devient le général commandant du corps d'armée qui est retiré de la région au nord-ouest de Soissons pendant l'opération Alberich. Le corps abandonne la ligne Carlepont-Autrêches-Nouvron, évacue également Coucy et occupe la nouvelle ligne entre Saint-Gobain-Brancourt-Vauxaillon-Laffaux- jusqu'à Condé. Fin mars, les 211e et 222e divisions d'infanterie et la 25e division de Landwehr sont subordonnées au corps d'armée. Entre le 10 avril et le 9 août 1917, le corps est désigné comme groupe « Vailly » et fait ses preuves dans la bataille du Chemin des Dames. Entre le 2 septembre et le 1er novembre 1917, après son transfert au groupe d'armées « Gallwitz » dans la région de Verdun, le corps est appelé groupe « Ornes » d'après son nouvel emplacement. Entre le 21 novembre 1917 et le 6 janvier 1918, le commandement du corps est appelé « Groupe Meuse Est ».
Pendant l'offensive allemande de printemps, le corps forme l'aile gauche de la 17e armée dans la région à l'ouest de Cambrai et reçoit la 119e division d'infanterie, la 24e et la 53e division de réserve sous ses ordres.
Pendant la bataille d'Amiens le 8 août 1918, la journée noire de l'armée allemande (de), le corps se trouve avec le 51e corps dans le champ d'attaque principal de la 4e armée britannique. La percée des Australiens dans les 13e et 41e divisions d'infanterie de part et d'autre de Villers-Bretonneux marque le début des combats de retraite allemands sur la Somme. Fin août 1918, la ville de Péronne est perdue dans la section du 11e corps.

## Structure
Ordre de bataille en 1914:
- 22e division d'infanterie à Cassel
- 11e bataillon de chasseurs à pied (de) à Marbourg
- 11e bataillon du génie hessois à Hannoversch Münden
- 11e bataillon du train hessois à Cassel
- Maison des Invalides à Karlshafen

- 38e division d'infanterie à Erfurt
- 18e régiment d'artillerie à pied à Niederzwehren
- 95e régiment d'infanterie (de), à Cobourg

## Commandement général
Le commandement général, en tant qu'autorité de commandement du corps, était placé sous la direction du général commandant.
| Grade                                  | Nom                           | Date                                 |
| -------------------------------------- | ----------------------------- | ------------------------------------ |
| General der Infanterie                 | Heinrich von Plonski          | 30 octobre 1866 - 17 juillet 1870    |
| General der Infanterie                 | Julius von Bose               | 18 juillet - 6 août 1870             |
| General der Infanterie                 | Heinrich von Plonski          | 7 août 1870 - 7 janvier 1871         |
| General der Infanterie                 | Julius von Bose               | 8 janvier 1871 - 5 avril 1880        |
| General der Kavallerie                 | Ludwig von Schlotheim         | 6 avril 1880 - 21 mars 1889          |
| General der Infanterie                 | Wilhelm von Grolman           | 22 mars 1889 - 10 août 1892          |
| General der Infanterie                 | Adolf von Wittich (de)        | 11 août 1892 - 23 avril 1904         |
| Generalleutnant/General der Infanterie | Wilhelm von Linde             | 24 avril 1904 - 23 septembre 1906    |
| General der Kavallerie                 | Albert de Wurtemberg          | 24 septembre 1906 - 24 février 1908  |
| General der Infanterie                 | Reinhard von Scheffer-Boyadel | 25 février 1908 - 31 décembre 1913   |
| Generalleutnant                        | Otto von Plüskow              | 1er janvier - 16 février 1914        |
| Generalleutnant/General der Infanterie | Otto von Plüskow              | 17 février 1914 - 12 mars 1917       |
| Generalleutnant                        | Viktor Kühne                  | 13 mars - 26 août 1917               |
| General der Infanterie                 | Franz von Soden               | 27 août - 16 novembre 1917           |
| General der Infanterie                 | Viktor Kühne                  | 17 novembre 1917 - 30 septembre 1919 |